# Mammillaria eriacantha
Mammillaria eriacantha là một loài thực vật có hoa trong họ Cactaceae. Loài này được Link & Otto ex Pfeiff. mô tả khoa học đầu tiên năm 1837.